# Gustav von Rosen
Gustav Erik von Rosen (født 14. august 1952) er en dansk godsejer og hofjægermester.
Han er stedsøn til Einar Ludvig August greve Reventlow (1940–1978). 1978 arvede han Rudbjerggaard og Vindeholme og købte 1991 Fredsholm. I 2012 købte han Gottesgabe og Saunsøgård af boet efter Stig Husted-Andersen. Han er premierløjtnant, og i 1998 blev han hofjægermester.
Siden 14. december 1983 har han været gift med Susanne Birgitta baronesse Wedell-Neergaard (født 5. marts 1957 i København), datter af baron Bent Wedell-Neergaard (1932-1980) og Birthe Maria Thérese d'Auchamp (født 1934).